# Gateside
Gateside è un piccolo villaggio del nord est del Fife, Scozia, Regno Unito, con circa 200 abitanti.
Gateside è attraversato dal fiume Eden che scorre verso St Andrews per immettersi nel Mare del Nord.
le città più vicine sono Perth e Edimburgo.